# Průměrná mzda
Průměrná (hrubá měsíční nominální) mzda je podíl mezd bez ostatních osobních nákladů připadající na jednoho zaměstnance evidenčního počtu za měsíc.
Průměrnou hrubou měsíční mzdu v České republice počítá Český statistický úřad z mezd, do kterých se zahrnují základní mzdy a platy, příplatky a doplatky ke mzdě nebo platu, odměny, náhrady mezd a platů, odměny za pracovní pohotovost a jiné složky mzdy nebo platu, které byly v daném období zaměstnancům zúčtovány k výplatě. Nezahrnují se náhrady mzdy nebo platu za dobu trvání dočasné pracovní neschopnosti nebo karantény placené zaměstnavatelem. Jedná se o hrubé mzdy, tj. před snížením o pojistné na všeobecné zdravotní pojištění a sociální zabezpečení, zálohové splátky daně z příjmů fyzických osob a další zákonné nebo se zaměstnancem dohodnuté srážky.

## Vývoj průměrné mzdy v České republice

Průměrná hrubá mzda v ČR

Průměrná nominální hrubá mzda v ČR průběžně roste. V průběhu roku je vyšší průměrná mzda ve druhém čtvrtletí a výrazně vyšší na konci roku, což je dáno půlročními a ročními odměnami. V lednu 2021 by podle průzkumu průměrná mzda stačila 87 % žen a 57 % mužů.
Do roku 2009 rostla v ČR průměrná mzda v průměru o 1 200 Kč ročně (tj. 5 až 7 %). V období krize 2009–2016 byl vzrůst mzdy pouze okolo 2 % ročně, od roku 2017 je růst mzdy opět okolo 7 %. Útlum ekonomiky v souvislosti s koronavirem růst mezd téměř zastavil, v polovině roku 2020 je meziroční růst pouze 0,5 % ročně.

Průměrná hrubá mzda v ČR v USD

Zajímavý je vývoj české průměrné mzdy přepočtený na USD – nejvyšší růst mezd přepočtený na USD byl do roku 2008. Od roku 2009 průměrná mzda přepočtená na USD stagnuje a aktuálně (2020) je stále na úrovni roku 2008. V období let 2014–2017 česká průměrná mzda přepočtená na USD poklesla o více než 30 %. Průměrná mzda vyjádřená v USD má vliv například na reakci zahraničních subjektů vůči ČR.

## Zdroje statistiky mezd
Každé čtvrtletí Český statistický úřad zveřejňuje informace o vývoji průměrných mezd, a to na základě informací z podnikového výkaznictví. To poskytuje spolehlivé údaje o průměrných mzdách v národním hospodářství, které lze třídit jen podle některých hledisek, např. podle odvětví a velikostních skupin podniků. Organizace poskytují úhrnné údaje o celkovém počtu zaměstnanců a celkovém objemu mezd. Průměrná měsíční mzda se pak počítá jako aritmetický průměr, tedy celkový objem mzdových prostředků se vydělí počtem zaměstnanců a počtem odpovídajících období, např. měsíců. Vedle toho existují roční data ze strukturální statistiky, kterou zpracovává ČSÚ ve spolupráci s Ministerstvem práce a sociálních věcí ČR. Tyto údaje poskytují detailní informace o mzdách zaměstnanců. Toto šetření zjišťuje mzdy jednotlivých zaměstnanců spolu s podstatnými personálními údaji o zaměstnanci, např. pohlaví, vzdělání, věk. Díky tomuto šetření se získá statistika, která poskytuje strukturální údaje o dosažených mzdách tříděných podle např. věku, dosaženého vzdělání apod. Průměrná mzda zaměstnance v daném roce je vypočtena poměřením s jeho placenou dobou, tedy počtem měsíců, za které mzdu či náhradu mzdy skutečně pobíral, odečtena je tedy doba nemocí a dalších neplacených nepřítomností v práci za daný rok. Takto vypočtená průměrná mzda není a ani nemůže být shodná s průměrnou mzdou zjišťovanou z podnikového výkaznictví ČSÚ.

## Medián a modus mezd

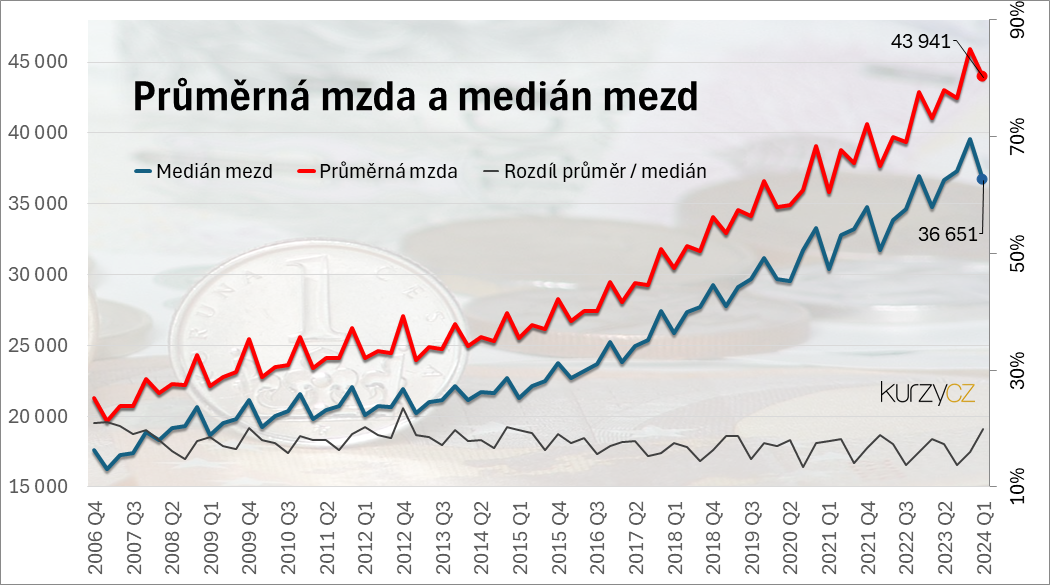
Průměrná a medián mezd

Vedle průměru je důležitým údajem i medián mezd, který lépe vypovídá o příjmu typického pracovníka, protože polovina pracujících má nižší mzdu než je medián a druhá polovina vyšší. Medián totiž není zatížen vlivem vysokých mezd (např. manažerů). Pro vypočtení mediánu mezd je potřeba strukturálního šetření, které shromažďuje data za všechny jednotlivé zaměstnance. Po seřazení mezd všech zaměstnanců od nejnižší po nejvyšší je možné určit mzdu, která se nachází přesně uprostřed, a která tedy určuje medián mezd. 
Statistická distribuce mezd má kladný koeficient šikmosti, a proto je medián (střední mzda) i modus mezd (nejpravděpodobnější mzda) menší než průměrná mzda.
Čím větší je rozdíl mezi průměrnou mzdou a mediánem, tím je vyšší mzdová nerovnost. Mzdové rozdíly v Česku jsou v rámci zemí OECD jedny z nejmenších. Přibližně 10 % mezd je menších než 0,5 průměrné mzdy, polovina mezd je menších než 0,85 průměrné mzdy a přibližně 10 % nejvyšších mezd je nad 1,5násobek průměrné mzdy. Mzdy jsou vyrovnanější ve vyspělejších zemích, kde je i průměrná mzda blíže mediánu mezd.

## Příklad
Ve 4. čtvrtletí 2017 vzrostla průměrná hrubá měsíční nominální mzda na přepočtené počty zaměstnanců v národním hospodářství proti stejnému období předchozího roku o 8,0 %, reálně se zvýšila o 5,3 %. Medián mezd činil 27 320 Kč.  
Ve 4. čtvrtletí 2017 činila průměrná hrubá měsíční nominální mzda na přepočtené počty zaměstnanců v národním hospodářství celkem 31 646 Kč, což je o 2 337 Kč (8,0 %) více než ve stejném období roku 2016. Spotřebitelské ceny se zvýšily za uvedené období o 2,6 %, reálně se tak mzda zvýšila o 5,3 %. Objem mezd vzrostl o 10,0 %, počet zaměstnanců o 1,9 %.
Proti předchozímu čtvrtletí činil růst průměrné mzdy ve 4. čtvrtletí 2017 po očištění od sezónních vlivů 2,1 %.
Medián mezd (27 320 Kč) vzrostl proti stejnému období předchozího roku o 8,9 %, u mužů dosáhl 29 639 Kč, u žen byl 24 790 Kč. Osmdesát procent zaměstnanců pobíralo mzdu mezi 12 263 Kč a 51 412 Kč.
V roce 2017 dosáhla průměrná mzda 29 504 Kč, v meziročním srovnání činil přírůstek 1 929 Kč (7,0 %). Spotřebitelské ceny se zvýšily za uvedené období o 2,5 %, reálně se mzda zvýšila o 4,4 %.
Výše průměrné mzdy v České republice v roce 2022 dosáhla 40 353 Kč. V meziročním srovnání se sice jedná o přírůstek 2 450 Kč, ovšem spotřebitelské ceny se zvýšily o 15,1 %. Ke konci roku 2023 stoupla již na 46 013 Kč, reálně však došlo při započtení zvyšování spotřebitelských cen ve výši 7,6 % k jejímu snížení o 1,2 %.

## Porovnání průměrné čisté měsíční mzdy ve světě
Průměrná měsíční čistá mzda v zemích OECD (za rok 2018, v Kč)
| Island         | 155 133 Kč |
| Švýcarsko      | 153 518 Kč |
| Norsko         | 127 133 Kč |
| Lucembursko    | 123 893 Kč |
| Dánsko         | 117 448 Kč |
| Austrálie      | 111 271 Kč |
| Nizozemsko     | 107 645 Kč |
| Německo        | 104 624 Kč |
| Belgie         | 100 130 Kč |
| Rakousko       | 97 261 Kč  |
| USA            | 93 966 Kč  |
| Finsko         | 93 072 Kč  |
| Velká Británie | 92 665 Kč  |
| Švédsko        | 87 345 Kč  |
| Japonsko       | 84 685 Kč  |
| Francie        | 81 622 Kč  |
| Korea          | 77 557 Kč  |
| Irsko          | 76 925 Kč  |
| Nový Zéland    | 73 888 Kč  |
| Izrael         | 73 445 Kč  |
| Kanada         | 71 004 Kč  |
| Itálie         | 65 247 Kč  |
| Španělsko      | 56 133 Kč  |
| Řecko          | 44 200 Kč  |
| Slovinsko      | 39 986 Kč  |
| Portugalsko    | 38 057 Kč  |
| Estonsko       | 31 329 Kč  |
| Česko          | 29 596 Kč  |
| Chile          | 26 726 Kč  |
| Polsko         | 24 656 Kč  |
| Slovensko      | 24 169 Kč  |
| Maďarsko       | 24 142 Kč  |
| Lotyšsko       | 23 077 Kč  |
| Turecko        | 16 934 Kč  |
| Mexiko         | 10 859 Kč  |